# Yu (Zhangjiakou)
Yu (en chino, 蔚; pinyin, yù) es un condado  bajo la administración directa de la Prefectura Zhangjiakou en la Provincia de Hebei, República Popular China.  Su área es de 3197 km² y su población total para 2010 superó los 450 mil habitantes. 

## Administración
Desde julio de 2021, el  Condado Yu se divide en 22 pueblos que se administran en 11 poblados y 11  villas.

## Toponimia
El topónimo Yu [/yi/] significa 'exuberante / abundante', se cree que hace referencia a la belleza natural de la región, que es conocida por sus paisajes verdes.
Según Explicación de los nombres de los condados (郡县释名) Durante la dinastía Zhou del Norte (557-581), se estableció por primera vez la Provincia Yù (蔚州), bajo el seudónimo Yulou (蔚萝). 
El nombre Yulou se utilizaba como una forma poética o descriptiva para referirse a ella. El nombre poético combina "蔚" (Yù) con "萝" (Luó) y podría referirse a plantas trepadoras o enredaderas, reforzando la idea de vegetación abundante. El topónimo Yu refleja la importancia agrícola y natural de la zona, que era conocida por su suelo fértil y su capacidad para sustentar una vegetación abundante.